# Scottish Division One 1955-1956
La Scottish Division One 1955-1956  è stata la 59ª edizione della massima serie del campionato scozzese di calcio, disputato tra il 10 settembre 1955 e il 30 aprile 1956 e concluso con la vittoria dei Rangers, al loro ventinovesimo titolo.
Capocannoniere del torneo è stato Jimmy Wardhaugh (Hearts) con 28 reti.

## Stagione

### Novità
Novità dell'anno sono il nuovo nome della competizione (Divisione One) e l'allargamento a 18 squadre partecipanti. Rimangono due le retrocessioni in Scottish Division Two.

## Classifica finale
Fonte:
|  | Pos. | Squadra            | Pt | G  | V  | N  | P  | GF | GS | QR    |
|  | ---- | ------------------ | -- | -- | -- | -- | -- | -- | -- | ----- |
|  | 1.   | Rangers            | 52 | 34 | 22 | 8  | 4  | 85 | 27 | 3,148 |
|  | 2.   | Aberdeen           | 46 | 34 | 18 | 10 | 6  | 87 | 50 | 1,740 |
|  | 3.   | Hearts             | 45 | 34 | 19 | 7  | 8  | 99 | 47 | 2,106 |
|  | 4.   | Hibernian          | 45 | 34 | 19 | 7  | 8  | 86 | 50 | 1,720 |
|  | 5.   | Celtic             | 41 | 34 | 16 | 9  | 9  | 55 | 39 | 1,410 |
|  | 6.   | Queen of the South | 37 | 34 | 16 | 5  | 13 | 69 | 73 | 0,945 |
|  | 7.   | Airdrieonians      | 36 | 34 | 14 | 8  | 12 | 85 | 96 | 0,885 |
|  | 8.   | Kilmarnock         | 34 | 34 | 12 | 10 | 12 | 52 | 45 | 1,156 |
|  | 9.   | Partick Thistle    | 33 | 34 | 13 | 7  | 14 | 62 | 60 | 1,033 |
|  | 10.  | Motherwell         | 33 | 34 | 11 | 11 | 12 | 53 | 59 | 0,898 |
|  | 11.  | Raith Rovers       | 33 | 34 | 12 | 9  | 13 | 58 | 75 | 0,773 |
|  | 12.  | East Fife          | 31 | 34 | 13 | 5  | 16 | 61 | 69 | 0,884 |
|  | 13.  | Dundee             | 30 | 34 | 12 | 6  | 16 | 56 | 65 | 0,862 |
|  | 14.  | Falkirk            | 28 | 34 | 11 | 6  | 17 | 58 | 75 | 0,773 |
|  | 15.  | St. Mirren         | 27 | 34 | 10 | 7  | 17 | 57 | 70 | 0,814 |
|  | 16.  | Dunfermline        | 26 | 34 | 10 | 6  | 18 | 42 | 82 | 0,512 |
|  | 17.  | Clyde              | 22 | 34 | 8  | 6  | 20 | 50 | 74 | 0,676 |
|  | 18.  | Stirling Albion    | 13 | 34 | 4  | 5  | 25 | 23 | 82 | 0,280 |

Legenda:
      Campione di Scozia e qualificata in Coppa dei Campioni 1956-1957.
      Retrocesso in Scottish Division Two 1956-1957.
Regolamento:
Due punti a vittoria, uno a pareggio, zero a sconfitta.
A parità di punti, le posizioni in classifica venivano determinate sulla base del quoziente reti.